# محوطه خانه مالان
محوطه خانه مالان مربوط به اواخر تا اواخر دوره ایلخانی است و در شهرستان طالقان، روستای دنبلید واقع شده و این اثر در تاریخ ۱۲ بهمن ۱۳۸۱ با شمارهٔ ثبت ۷۰۸۶ به‌عنوان یکی از آثار ملی ایران به ثبت رسیده است.